# Rameau alvéolaire supérieur et antérieur

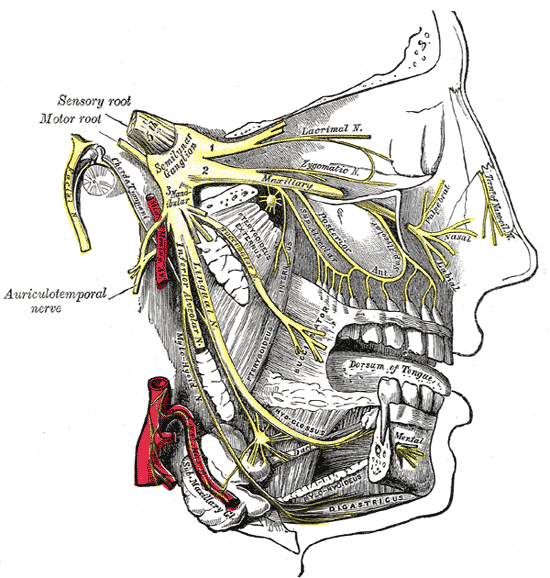

Les rameaux alvéolaires supérieurs et antérieurs (ou nerfs dentaires antérieurs ) sont des branches multiples du nerf infra-orbitaire  lui-même branche du nerf maxillaire (nerf crânien V2 ).
Ils se ramifient à partir du nerf sous-orbitaire dans le canal infra-orbitaire avant qu'il ne sorte par le foramen infra-orbitaire.
Ils se divisent en branches qui innervent les incisives et la canine.
Il communique avec les rameaux alvéolaires supérieurs et médians.
Une branche nasale  traverse un petit canal dans la paroi latérale du méat nasal et innerve la membrane muqueuse de la partie antérieure du méat et du plancher de la cavité nasale, communiquant avec les branches nasales du ganglion ptérygopalatin.
Ces rameaux innervent généralement toutes les dents antérieures par la boucle vers l'arrière pour rejoindre les rameaux alvéolaires supérieurs et médians pour former le plexus dentaire supérieur.